# Tears for Fears
Tears for Fears britanski je glazbeni sastav osnovan 1981. u Bathu. Vrhunac njihova djelovanja je album Songs from the Big Chair s kojeg potječu dva najpoznatija singla, "Shout" (1984.) te "Everybody Wants to Rule the World" (1985.). Potonji singl nagrađen je nagradom Brit Awards 1986. kao najbolji britanski singl.
Unatoč mnogim hitovima, sastav je doživio raspad te su Orzabal i Smith nastavili samostalne karijere, ali bez zapaženijeg uspjeha. Ponovno okupljanje i djelovanje obilježio je album "Everybody Loves A Happy Ending".

## Članovi sastava

### Sadašnji
- Curt Smith - bas, klavijature, vokali (1981. – 1991., 2000. –)
- Roland Orzabal - gitare, klavijature, vokali, bas (1981. –)

### Bivši
- Manny Elias - bubnjevi, udaraljke (1981. – 1986.)
- Ian Stanley - klavijature, prateći vokali (1981. – 1987.)

## Studijski albumi
- The Hurting (1983.)
- Songs from the Big Chair (1985.)
- The Seeds of Love (1989.)
- Elemental (1993.)
- Raoul and the Kings of Spain (1995.)
- Everybody Loves a Happy Ending (2004.)
- The Tipping Point (2022.)
- Songs for a Nervous Planet (2024.)

## Vanjske poveznice
- Stranice sastava